# Gunnar Söderlindh
Erik Gunnar Engelbrekt Söderlindh (Örebro, 1896. február 10. – Västerås, 1969. december 26.) olimpiai bajnok svéd tornász.
Az 1920. évi nyári olimpiai játékokon indult tornában és a svéd rendszerű csapat összetettben aranyérmes lett.
Klubcsapata a Stockholms GF volt.